# محمدافضل خان
محمدافضل‌خان (۱۸۱۵ - ۷ اکتبر ۱۸۶۷) (۱۱۹۴ تا میزان ۱۲۴۶) امیر کابل (می ۱۸۶۶ تا اکتبر ۱۸۶۷)(ثور ۱۲۴۵ تا میزان ۱۲۴۶) (یک سال و چند ماه) و بزرگترین فرزند دوست‌محمدخان، برادر کلان شیرعلی‌خان و پدر عبدالرحمن‌خان بود که هرکدام نیز سالیانی امیر کابل و افغانستان بودند. افضل در نبردهای پدرکلان و پدرش با شاه‌شجاع و نیز جنگ اول افغانستان با بریتانیا شرکت داشت و اسیر شد. با تغییر سیاست دوست محمد و ابراز اطاعت به انگلیس، او در برگشت به افغانستان ابتدا حاکم ترکستان شد، شهر تخته‌پل را بنا نهاد و تلاش کرد با همکاری عبدالرحمن ارتش تازه‌ای برای پدرش تأسیس کند. افضل پس از پدرش با همکاری برادر دیگرش محمداعظم و عبدالرحمن، با شیرعلی جنگید، به سمرقند و خانات بخارا گریخت و سرانجام توانست مدت کوتاهی در کابل حکومت کند.

## پیشینه
محمد افضل خان در سال ۱۲۳۰ ه‍.ق به‌دنیا آمد. در جنگ‌های دوست‌محمدخان بر ضد سیک‌ها شرکت داشت و در جنگ اول انگلیس-افغان با تسلیم شدن پدرش، به انگلیس‌ها او هم از مبارزه بر ضد انگلیس‌ها دست برداشت. دوست محمد خان همانند مرحلهٔ اول حکومتش مناطق شمالی قلمرو خود را به فرزندان بزرگترش اعظم خان و افضل خان سپرد و در طول این دوره همچنان کشاکش این دو با حاکم بخارا بر سر جلب نظر خانات این منطقه ادامه داشت.
در دوره اول زمامداری شیرعلی‌خان، افغانستان درگیر جنگ‌های داخلی بود و در همین زمان عبدالرحمان به بخارا گریخت و شیرعلی به جنگ برادر دیگرش، محمدامین، به قندهار شتافت و در این جنگ هم برادر و هم فرزندش را از دست داد.
از جمله مخالفان جدی و مدعی حکومت شیرعلی برادرانش محمدافضل و محمداعظم و عبد الرحمن، فرزند افضل خان بودند که بر ترکستان افغانستان حکومت داشتند. شیرعلی توانست به حیله افضل را تحت عنوان انعقاد قرارداد از ترکستان به کابل خوانده و دستگیر کند. 
مرگ فرزند، شیرعلی‌خان را درمانده و منزوی می‌کند و محمداعظم‌خان، برادر دیگرش، از هند بریتانیا وارد بدخشان می‌شود و به نسبت خویشاوندی با مردم بدخشان، از پشتیبانی مردم آن منطقه برخوردار می‌شود. در همین زمان، عبدالرحمان، برادرزاده شیرعلی‌خان نیز، از بخارا برگشته و با محمداعظم‌خان برای سرنگونی شیرعلی‌خان متحد می‌گردد. آن‌ها وارد کابل می‌شوند و محمدافضل‌ را که در زندان به‌سر می‌برد، به سلطنت می‌رسانند.
در جریان جنگ‌هایی که میان عبدالرحمان‌، شیرعلی و محمد اعظم رخ می‌دهد، محمدافضل فوت می‌کند و محمداعظم، برادرش، به سلطنت می‌رسد. افضل در سال ۱۲۸۴ هـ ق در کابل از بیماری وبا درگذشت و یک سال و چند ماه امیر بود و ۵۴ سال زیست و جسدش در قبرستان شهدای صالحین در باغ قلعه هوشمند خان به خاک سپرده شد.